# کیوهیکو شیبوکاوا
کیوهیکو شیبوکاوا (انگلیسی: Kiyohiko Shibukawa؛ زادهٔ ۲ ژوئیهٔ ۱۹۷۴) مدل و بازیگر اهل ژاپن است.
از فیلم‌ها و مجموعه‌های تلویزیونی‌ای که وی در آن نقش داشته‌است، می‌توان به ایچی قاتل، چرخ بخت و فانتزی و سگودون اشاره کرد.